# Vetővirág
A vetővirág (Sternbergia) az amarilliszfélék egyik nemzetsége mindössze 8–10 fajjal.

## Származása, elterjedése
Fajai Dél-Európától Közép-Ázsiáig találhatók meg; a legtöbb Törökországban él. Magyarországon egy fajuk honos, az apró vetővirág (Strenbergia colchiciflora). Megtalálható a Csanádi-hát területén is.

## Megjelenése, felépítése
Hagymás növény, látványos virágokkal. Toktermése van.

## Életmódja, termőhelye
Leginkább sziklás lejtőkön, mezsgyéken, valamint az ún. garrigue növényzetben, tehát a mediterrán mészkőfennsíkok nem összefüggő, másodlagos cserjéseiben fordul elő. Virágai és levelei az év különböző időszakaiban fejlődnek ki.

## Felhasználása
Az őszi vetővirág (Sternbergia lutea) kedvelt kerti növény.
A vadon élő vetővirágokat szép virágaik miatt sokat szedtek; Törökország sokáig exportálta is. Mivel egyrészt ennek eredményeként, másrészt a művelt földek terjeszkedése miatt vadon élő állományai erősen lecsökkentek, a ritkább fajokat a 2000-es években védetté nyilvánították, és ezzel az export is megszűnt.